# 稀釋液
稀釋液，香港俗稱天拿水 （音譯自英文thinner），是常用於油畫稀釋顏料、裝修的油漆和清潔去油漬的化學品。如多於20L的豁免量，在香港需要有儲存第五類危險品的執照。
某些人士（尤其是青少年）可能会故意吸食其挥发物。然而它对神经系统有害。

## 稀釋劑種類
- 丙酮
- 松節油
- 木松節油
- 石腦油
- 甲苯
- 二甲苯
- 香蕉水

## 外部連結
- 預防中毒手冊系列 - 台北榮民總醫院毒藥物防治諮詢中心
  - 油漆、稀釋劑：01、02